# Grand Prix Brazylii 2005

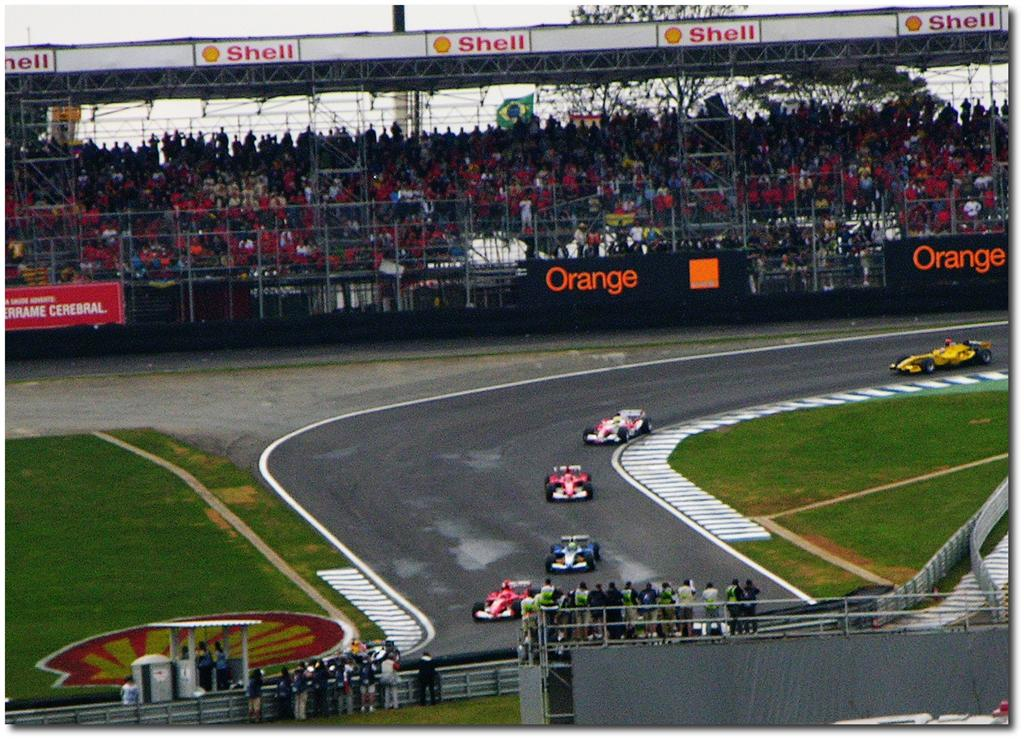
Kierowcy podczas Grand Prix Brazylii 2005

Wyniki Grand Prix Brazylii, siedemnastej rundy Mistrzostw Świata Formuły 1 w sezonie 2005.

## Wyniki sesji
| Legenda oznaczeń w tabelach wyników Wyświetl szablon na nowej stronie | Legenda oznaczeń w tabelach wyników Wyświetl szablon na nowej stronie                                                                     |
| Oznaczenie                                                            | Wyjaśnienie |
| --------------------------------------------------------------------- | --- |
| Złoty                                                                 | Zwycięzca lub mistrzostwo |
| Srebrny                                                               | 2. miejsce lub wicemistrzostwo |
| Brązowy                                                               | 3. miejsce lub II wicemistrzostwo |
| Zielony                                                               | Ukończył, punktował (w klasyfikacji generalnej, gdy zdobył co najmniej jeden punkt na przestrzeni sezonu, poza trzema powyższymi opcjami) |
| Niebieski                                                             | Ukończył, nie punktował (w klasyfikacji generalnej, gdy nie zdobył co najmniej jednego punktu na przestrzeni sezonu)                      |
| Czerwony                                                              | Nie zakwalifikował się (NZ) |
| Czerwony                                                              | Nie prekwalifikował się (NPK) |
| Różowy                                                                | Nie ukończył (NU) |
| Różowy                                                                | Niesklasyfikowany (NS) (w klasyfikacji generalnej, gdy nie został sklasyfikowany w żadnym wyścigu sezonu)                                 |
| Czarny                                                                | Zdyskwalifikowany (DK) |
| Czarny                                                                | Wykluczony (WYK/EX) |
| Biały                                                                 | Nie wystartował (NW) |
| Biały                                                                 | Kontuzjowany (K/INJ) |
| Biały                                                                 | Wyścig odwołany (OD/C) |
| Bez koloru                                                            | Został wycofany (WYC/WD) |
| Bez koloru                                                            | Nie przybył (NP/DNA) |
| Bez koloru                                                            | Nie brał udziału w treningach (NT/DNP) |
| Bez koloru                                                            | Nie został zgłoszony (–) |
| Pogrubienie                                                           | Start z pole position |
| Kursywa                                                               | Najszybsze okrążenie wyścigu |
| †                                                                     | Nie ukończył, ale jego rezultat został zaliczony ze względu na przejechanie więcej niż 90% dystansu wyścigu.                              |
| *                                                                     | Sezon w trakcie |
| 1/2/3                                                                 | Punktowana pozycja w sprincie kwalifikacyjnym                                                                                             |
| Lista systemów punktacji Formuły 1                                    | |

### Sesje treningowe
| Sesja | Nr | Kierowca        | Konstruktor      | Czas     |
| ----- | -- | --------------- | ---------------- | -------- |
| 1     | 35 | Alexander Wurz  | McLaren Mercedes | 1:11.701 |
| 2     | 35 | Alexander Wurz  | McLaren Mercedes | 1:12.083 |
| 3     | 5  | Fernando Alonso | Renault          | 1:12.738 |
| 4     | 9  | Kimi Räikkönen  | McLaren Mercedes | 1:11.929 |

### Kwalifikacje
| P  | Nr | Imię i nazwisko      | Stajnia                  | Opony | Okr. | Czas     | Strata   |
| -- | -- | -------------------- | ------------------------ | ----- | ---- | -------- | -------- |
| 1  | 5  | Fernando Alonso      | Renault                  | M     | 3    | 1:11.988 |          |
| 2  | 10 | Juan Pablo Montoya   | McLaren-Mercedes         | M     | 3    | 1:12.145 | 0:00.157 |
| 3  | 6  | Giancarlo Fisichella | Renault                  | M     | 3    | 1:12.558 | 0:00.570 |
| 4  | 2  | Jenson Button        | B.A.R.-Honda             | M     | 3    | 1:12.696 | 0:00.708 |
| 5  | 9  | Kimi Räikkönen       | McLaren-Mercedes         | M     | 3    | 1:12.781 | 0:00.793 |
| 6  | 15 | Christian Klien      | Red Bull Racing-Cosworth | M     | 3    | 1:12.889 | 0:00.901 |
| 7  | 1  | Michael Schumacher   | Ferrari                  | B     | 3    | 1:12.976 | 0:00.988 |
| 8  | 16 | Jarno Trulli         | Toyota                   | M     | 3    | 1:13.041 | 0:01.053 |
| 9  | 11 | Felipe Massa         | Sauber-Petronas          | M     | 3    | 1:13.151 | 0:01.163 |
| 10 | 2  | Rubens Barrichello   | Ferrari                  | B     | 3    | 1:13.183 | 0:01.195 |
| 11 | 17 | Ralf Schumacher      | Toyota                   | M     | 3    | 1:13.285 | 0:01.297 |
| 12 | 12 | Jacques Villeneuve   | Sauber-Petronas          | M     | 3    | 1:13.372 | 0:01.384 |
| 13 | 18 | Tiago Monteiro       | Jordan-Toyota            | B     | 3    | 1:13.387 | 0:01.399 |
| 14 | 7  | Mark Webber          | Williams-BMW             | M     | 3    | 1:13.538 | 0:01.550 |
| 15 | 8  | Antônio Pizzonia     | Williams-BMW             | M     | 3    | 1:13.581 | 0:01.593 |
| 16 | 14 | David Coulthard      | Red Bull Racing-Cosworth | M     | 3    | 1:13.844 | 0:01.856 |
| 17 | 19 | Narain Karthikeyan   | Jordan-Toyota            | B     | 3    | 1:14.520 | 0:02.532 |
| 18 | 20 | Christijan Albers    | Minardi-Cosworth         | B     | 3    | 1:14.763 | 0:02.775 |
| 19 | 4  | Takuma Satō          | B.A.R.-Honda             | M     | 1    |          |          |
| 20 | 21 | Robert Doornbos      | Minardi-Cosworth         | B     | 2    |          |          |

### Wyścig
| P                 | + / –     | Nr | Kierowca             | Konstruktor       | Opony | Okr. | Czas / Strata | Komentarz                     |
| ----------------- | --------- | -- | -------------------- | ----------------- | ----- | ---- | ------------- | ----------------------------- |
| 1                 | 1         | 10 | Juan Pablo Montoya   | McLaren-Mercedes  | M     | 71   | 1h29:20.574   |                               |
| 2                 | 3         | 9  | Kimi Räikkönen       | McLaren-Mercedes  | M     | 71   | +0:02.527     |                               |
| 3                 | 2         | 5  | Fernando Alonso      | Renault           | M     | 71   | +0:24.840     |                               |
| 4                 | 3         | 1  | Michael Schumacher   | Ferrari           | B     | 71   | +0:35.668     |                               |
| 5                 | 2         | 6  | Giancarlo Fisichella | Renault           | M     | 71   | +0:40.218     |                               |
| 6                 | 3         | 2  | Rubens Barrichello   | Ferrari           | B     | 71   | +1:09.173     |                               |
| 7                 | 3         | 3  | Jenson Button        | BAR-Honda         | M     | 70   | +1 okr.       |                               |
| 8                 | 2         | 17 | Ralf Schumacher      | Toyota            | M     | 70   | +1 okr.       |                               |
| 9                 | 3         | 15 | Christian Klien      | Red Bull-Cosworth | M     | 70   | +1 okr.       |                               |
| 10                | 9         | 4  | Takuma Satō          | BAR-Honda         | M     | 70   | +1 okr.       |                               |
| 11                | 3         | 11 | Felipe Massa         | Sauber-Petronas   | M     | 70   | +1 okr.       |                               |
| 12                | 8         | 12 | Jacques Villeneuve   | Sauber-Petronas   | M     | 70   | +1 okr.       | [ 2 ]                         |
| 13                | 5         | 16 | Jarno Trulli         | Toyota            | M     | 69   | +2 okr.       | pneumatyka                    |
| 14                | 2         | 20 | Christijan Albers    | Minardi-Cosworth  | B     | 69   | +2 okr.       |                               |
| 15                | Bez zmian | 19 | Narain Karthikeyan   | Jordan-Toyota     | B     | 68   | +3 okr.       |                               |
| Niesklasyfikowani |           |    |                      |                   |       |      |               |                               |
|                   |           | 18 | Tiago Monteiro       | Jordan-Toyota     | B     | 55   |               | usterka mechaniczna           |
|                   |           | 7  | Mark Webber          | Williams-BMW      | M     | 45   |               |                               |
|                   |           | 21 | Robert Doornbos      | Minardi-Cosworth  | B     | 34   |               | wyciek oleju                  |
|                   |           | 8  | Antônio Pizzonia     | Williams-BMW      | M     | 0    |               | kolizja z Coulthardem         |
|                   |           | 14 | David Coulthard      | Red Bull-Cosworth | M     | 0    |               | kolizja z Pizzonią i Webberem |
| P                 | + / –     | Nr | Kierowca             | Konstruktor       | Opony | Okr. | Czas / Strata | Komentarz                     |

## Klasyfikacja po wyścigu

### Kierowcy
| P  | +/- | Imię i nazwisko      | PKT | 1 miejsca | 2 miejsca | 3 miejsca | P. pos | Naj. okr. |
| -- | --- | -------------------- | --- | --------- | --------- | --------- | ------ | --------- |
| 1  | 0   | Fernando Alonso      | 117 | 6         | 5         | 2         | 5      | 2         |
| 2  | 0   | Kimi Räikkönen       | 94  | 6         | 2         | 2         | 6      | 8         |
| 3  | 0   | Michael Schumacher   | 60  | 1         | 3         | 1         | 1      | 3         |
| 4  | +1  | Juan Pablo Montoya   | 60  | 3         | 1         | 1         | 1      | 1         |
| 5  | +1  | Giancarlo Fisichella | 45  | 1         |           | 1         | 1      | 1         |
| 6  | -1  | Jarno Trulli         | 43  |           | 2         | 1         | 1      |           |
| 7  | +1  | Rubens Barrichello   | 38  |           | 2         | 2         |        |           |
| 8  | 0   | Ralf Schumacher      | 38  |           |           | 1         |        |           |
| 9  | 0   | Jenson Button        | 32  |           |           | 2         | 1      |           |
| 10 | 0   | Mark Webber          | 29  |           |           | 1         |        |           |
| 11 | 0   | Nick Heidfeld        | 28  |           | 2         | 1         | 1      |           |
| 12 | 0   | David Coulthard      | 21  |           |           |           |        |           |
| 13 | 0   | Jacques Villeneuve   | 9   |           |           |           |        |           |
| 14 | 0   | Felipe Massa         | 8   |           |           |           |        |           |
| 15 | 0   | Tiago Monteiro       | 7   |           |           | 1         |        |           |
| 16 | 0   | Alexander Wurz       | 6   |           |           | 1         |        |           |
| 17 | 0   | Christian Klien      | 5   |           |           |           |        |           |
| 18 | 0   | Narain Karthikeyan   | 5   |           |           |           |        |           |
| 19 | 0   | Christijan Albers    | 4   |           |           |           |        |           |
| 20 | 0   | Pedro de la Rosa     | 4   |           |           |           |        | 1         |
| 21 | 0   | Patrick Friesacher   | 3   |           |           |           |        |           |
| 22 | 0   | Antônio Pizzonia     | 2   |           |           |           |        |           |
| 23 | 0   | Takuma Satō          | 1   |           |           |           |        |           |
| 24 | 0   | Vitantonio Liuzzi    | 1   |           |           |           |        |           |

### Konstruktorzy
| P  | +/- | Nazwa stajni             | PKT | 1 miejsca | 2 miejsca | 3 miejsca | P. pos | Naj. okr. |
| -- | --- | ------------------------ | --- | --------- | --------- | --------- | ------ | --------- |
| 1  | +1  | McLaren-Mercedes         | 164 | 9         | 3         | 4         | 8      | 10        |
| 2  | -1  | Renault                  | 162 | 7         | 5         | 3         | 5      | 3         |
| 3  | 0   | Ferrari                  | 98  | 1         | 5         | 3         | 1      | 3         |
| 4  | 0   | Toyota                   | 81  |           | 2         | 2         | 1      | 1         |
| 5  | 0   | Williams-BMW             | 59  |           | 2         | 2         | 1      |           |
| 6  | 0   | B.A.R.-Honda             | 33  |           |           | 2         | 1      |           |
| 7  | 0   | Red Bull Racing-Cosworth | 27  |           |           |           |        |           |
| 8  | 0   | Sauber-Petronas          | 17  |           |           |           |        |           |
| 9  | 0   | Jordan-Toyota            | 12  |           |           | 1         |        |           |
| 10 | 0   | Minardi-Cosworth         | 7   |           |           |           |        |           |